# Кошевая, Елена Николаевна
Елена Николаевна Кошевая (16 сентября 1906 — 27 июня 1987) — подпольщица организации «Молодая гвардия» в городе Краснодон Луганской области во время Великой Отечественной войны, советская украинская общественная деятельница. Мать участника подпольной организации «Молодая гвардия» Героя Советского Союза Кошевого Олега Васильевича.

## Биография
Елена Кошевая родилась 16 сентября 1906 г. в посёлке Згуровка в семье сельских интеллигентов, в которой было трое детей, родители дали им воспитание и образование. Отец — Коростылев Николай Николаевич (1879—1930), из служащих, мать — Коростылева Вера Васильевна (30 сентября 1889 — 1 июля 1977),  дворянского происхождения, член ВКП(б) с 1929 года.
Елена училась в Прилуцкой женской гимназии. В 1920 году гимназия была реорганизована в трудовую школу. С 1922 года Елена работала воспитателем в детском саду, потом — заведующей.
Елена Николаевна вышла замуж в семнадцатилетнем возрасте за потомка казацкой знати Кошевого Василия Федосеевича (1903—1967) — выходца из многодетной семьи, в которой было три сына и четыре дочери. Семья проживала в провинциальном городке Прилуки в доме, где сейчас расположен мемориальный дом-музей Олега Кошевого. Василий Кошевой имел профессию бухгалтера.
Кошевые жили в Прилуках до 1932 года. Когда Василия Федосеевича перевели на работу в Полтаву, Олегу было шесть лет. В 1933 году Елена Николаевна оставила мужа с сыном и со своей матерью отправилась в Ржищев к новому мужу. Олег до 1936 года жил с отцом в Полтаве. Затем они переехали в г. Боково-Антрацит, где отец работал бухгалтером на шахте, а Олег учился в городской средней школе № 1. В 1939 году отец был призван в армию, и Олег переехал в город Краснодон Луганской области к бабушке Вере Васильевне Коростылевой. В январе 1940 года новый муж Елены умер, и она тоже приехала в Краснодон. Олег продолжил учёбу в Краснодонской средней школе.
В 1941 году началась война. В июле 1942 года город Краснодон был захвачен гитлеровскими войсками. Елена Николаевна поддержала сына, когда он вступил в ВЛКСМ и его избрали членом штаба подпольной комсомольской организации «Молодая гвардия», боровшейся против оккупантов. Позже Олег возглавил организацию. В январе 1943 года подпольщики были раскрыты, схвачены немецкой службой безопасности и казнены.
В 1946 году Указом Президиума Верховного Совета Союза ССР Елена Николаевна была награждена Орденом Отечественной войны 2-й степени за активную помощь, оказанную подпольной комсомольской организации «Молодая гвардия».
Всю свою последующую жизнь Елена Николаевна занималась воспитанием патриотической молодежи. В течение 44 лет, до конца жизни, она была страстным пропагандистом подвига «Молодой гвардии». Елена Кошевая посетила не только ГДР, но и Францию в составе советской делегации сторонников мира, вела обширную переписку с молодёжью зарубежных государств, встречалась в Краснодоне с иностранными делегациями. Она сделала немалый вклад в дело борьбы за мир и дружбу между народами.
Была депутатом областного Совета, членом обкома КП Украины.
В её личном архиве находились тысячи писем, которые после смерти Елены Николаевны (27.06.1987) были переданы в музей «Молодая гвардия».
Похоронена в Краснодоне рядом с мамой и племянником. 

## Семья
Муж — Кошевой Василий Федосеевич (1903—1967), бухгалтер. От брака с которым было семеро детей: три сына и четыре дочери.
- Младшая сестра — Наталья Николаевна Данильченко (урождённая Коростылева; род. 1910), участник Великой Отечественной войны. Награждена Орденом Красной Звезды, медалями «За победу над Германией 1941—1945 гг..», «За взятие Берлина», «За взятие Кёнигсберга», «За освобождение Праги», «За освобождение Вены».

- Младший брат — Николай Николаевич Коростылев, работал в Краснодоне главным геологом треста «Краснодонуголь». После войны переехал в г. Северодонецк.